# Podsavezna nogometna liga NP Vinkovci 1967./68.
Prvenstvo se igralo dvokružno. Prvak podsavezne lige je igrao kvalifikacije za Slavonsku nogometnu zonu, dok su posljednje dvije ekipe ispadale u niži rang (Grupno prvenstvo nogometnog podsaveza Vinkovci).

## Tablica
| Mj. | Klub                        | Sus. | Pobj. | Ner. | Por. | GR.      | Bod. |
| --- | --------------------------- | ---- | ----- | ---- | ---- | -------- | ---- |
| 1.  | NK Borinci Jarmina          | 22   | 15    | 3    | 4    | 82:36 ↓1 | 33   |
| 2.  | NK Jadran Gunja             | 22   | 15    | 2    | 5    | 76:34    | 32   |
| 3.  | NK Bedem Ivankovo           | 22   | 14    | 1    | 7    | 77:44    | 30   |
| 4.  | NK Nosteria Nuštar          | 22   | 12    | 3    | 7    | 62:37    | 27   |
| 5.  | NK Radnički Županja         | 22   | 12    | 1    | 9    | 42:37 ↓1 | 25   |
| 6.  | NK Meteor Slakovci          | 22   | 12    | 1    | 9    | 52:55    | 25   |
| 7.  | NK Mladost Cerić            | 22   | 9     | 4    | 9    | 44:49    | 22   |
| 8.  | NK Lovor Nijemci            | 22   | 8     | 4    | 10   | 42:52    | 20   |
| 9.  | NK Partizan Rokovci         | 22   | 6     | 4    | 12   | 43:59    | 16   |
| 10. | NK Šokadija Stari Mikanovci | 22   | 7     | 2    | 13   | 45:66    | 16   |
| 11. | NK Mladost Privlaka         | 22   | 6     | 1    | 15   | 27:64    | 13   |
| 12. | NK Sloga Otok               | 22   | 1     | 4    | 17   | 20:71    | 6    |

## Kvalifikacije za Slavonsku nogometnu zonu
| 1. kolo (16. lipnja): NK Borinci Jarmina - NK Željezničar Markovac Našički 4:2 NK Amater Slavonski Brod - NK Mladost Cernik 7:2                                        | 2. kolo (23. lipnja): NK Mladost Cernik - NK Borinci Jarmina 2:4 NK Željezničar Markovac Našički - NK Amater Slavonski Brod 2:1                                    |
| 3. kolo (30. lipnja): NK Borinci Jarmina - NK Amater Slavonski Brod 5:1 NK Mladost Cernik - NK Željezničar Markovac Našički 1:4                                        | 4. kolo (7. srpnja): NK Željezničar Markovac Našički - NK Borinci Jarmina 1:5 NK Mladost Cernik - NK Amater Slavonski Brod 2:1                                     |
| 5. kolo (14. srpnja): NK Borinci Jarmina - NK Mladost Cernik 11:0 NK Amater Slavonski Brod - NK Željezničar Markovac Našički nepoznat rezultat (pobijedio Željezničar) | 6. kolo (21. srpnja): NK Amater Slavonski Brod - NK Borinci Jarmina 2:4 NK Željezničar Markovac Našički - NK Mladost Cernik nepoznat rezultat (pobijedila Mladost) |

| Mj. | Klub                            | Sus. | Pobj. | Ner. | Por. | GR.  | Bod. |
| --- | ------------------------------- | ---- | ----- | ---- | ---- | ---- | ---- |
| 1.  | NK Borinci Jarmina              | 6    | 5     | 0    | 1    | 33:8 | 10   |
| 2.  | NK Željezničar Markovac Našički | 6    | 4     | 0    | 2    |      | 8    |
| 3.  | NK Mladost Cernik               | 6    | 2     | 0    | 4    |      | 4    |
| 4.  | NK Amater Slavonski Brod        | 6    | 1     | 0    | 5    |      | 2    |

Promociju u Slavonsku nogometnu zonu su izborili NK Borinci Jarmina.

## Kvalifikacije za popunu Podsavezne lige
Zbog proširenja Podsavezne lige s 12 na 14 klubova, u dodatnim kvalifikacijama (u kojima su sudjelovala tri drugoplasirana kluba iz Grupnog prvenstva i dva posljednjeplasirana kluba iz Podsavezne lige) status podsaveznog ligaša su izborili NK Sloga Otok i NK Hajduk Mirko Mirkovci.